# Postscheckamt
Ein Postscheckamt (abgekürzt PSchA, Mehrzahl: Postscheckämter / PSchÄ) führte seit 1909 die Konten der Teilnehmer im Postscheckverkehr einer zugeordneten Region in Deutschland. Davon zu unterscheiden ist ein Postsparkassenamt. Postscheckämter umfassten gewöhnlich ein größeres Wirtschaftsgebiet und wurden ab 1984 bei der Bundespost als Postgiroamt bezeichnet.
Sie gingen 1989 im Zuge der ersten Postreform zusammen mit den Postsparkassenämtern im neuen staatlichen Unternehmen Deutsche Bundespost Postbank auf. Dieses wurde seinerseits 1994 aufgrund der zweiten Postreform von 1994, dem Poststrukturgesetz, als Deutsche Postbank AG privatisiert, die bis 2018 existierte, als sie zur Marke der Deutschen Bank wurde.

## Postscheckverkehr
Mit der Einrichtung des Postscheckverkehrs am 1. Januar 1909 nahmen 13 Postscheckämter den Betrieb auf: Berlin, Breslau, Danzig, Frankfurt am Main, Hamburg, Hannover, Karlsruhe (Baden), Köln, Leipzig, München, Nürnberg, Ludwigshafen (Rhein) und Stuttgart. Am 1. April 1916 kam Königsberg (Preußen) hinzu. Als Ersatz für das Postscheckamt der Freien Stadt Danzig wurde am 1. Oktober 1919 eines in Stettin eröffnet.
Durch das große Verkehrsaufkommen kamen 1920 die Postscheckämter Essen, Erfurt und Dresden sowie 1921 Magdeburg und Dortmund hinzu, nach der Saarabstimmung 1935 schließlich noch Saarbrücken und 1938 das Postscheckamt Wien. Im Verlauf des Zweiten Weltkriegs wurden noch die Postscheckämter Aussig, Danzig, Luxemburg und Straßburg (Elsass) eingegliedert.
Nach dem Zusammenbruch des Deutschen Reichs wurden in der Französischen Besatzungszone 1946 ein Postscheckamt in Freiburg im Breisgau und 1947 eines in Reutlingen eingerichtet. Das in Reutlingen wurde bereits 1950 mit dem Postscheckamt Stuttgart vereinigt, ebenso 1952 das in Freiburg im Breisgau mit dem Postscheckamt Karlsruhe.
1953 gab es in der jungen Bundesrepublik Deutschland Postscheckämter in Dortmund, Essen, Frankfurt am Main, Hamburg, Hannover, Karlsruhe (Baden), Köln, Ludwigshafen, München, Nürnberg und Stuttgart. Hinzu kam das Postscheckamt Berlin West und nach der Rückgliederung des Saarlandes zum 1. Januar 1957 das Postscheckamt Saarbrücken.
In der Deutschen Demokratischen Republik bestanden Postscheckämter in Berlin (Ost), Dresden, Erfurt, Leipzig und Schwerin (Mecklenburg), völlig losgelöst von denen in der Bundesrepublik.
In West-Berlin wurde 1972 im neuen Postscheckamt Berlin West am Halleschen Ufer das elektronische Buchungsverfahren eingeführt.

## Ämter

Verschlusssiegel

| Postscheckamt                                | Zuständigkeit                                                  | von                            | bis                |
| -------------------------------------------- | -------------------------------------------------------------- | ------------------------------ | ------------------ |
| Aussig                                       |                                                                | 1940                           |                    |
| Postscheckamt Breslau                        | Breslau, Liegnitz, Oppeln                                      | 1. Januar 1909                 |                    |
| Postscheckamt Berlin West Am Halleschen Ufer | Berlin (West)                                                  | 1948                           | 1990               |
| Berliner Postscheckamt Dorotheenstraße       | Berlin, Frankfurt (Oder), Potsdam, Magdeburg, Stettin          | 1. Januar 1909                 | 1. Januar 1996     |
| Brüssel (Belgien)                            |                                                                | 1917                           | 1918               |
| Danzig                                       | Danzig                                                         | 1. Januar 1909                 | 1919               |
| Dortmund                                     | Dortmund, Münster (ohne Minden)                                | 1921                           |                    |
| Dresden                                      | Dresden                                                        | 1920                           |                    |
| Erfurt                                       | Erfurt, Halle (Saale)                                          | 1920                           |                    |
| Essen                                        | Essen, Düsseldorf                                              | 1920 (ab 1957 an jetzigem Ort, | zuvor Keramikhaus) |
| Frankfurt am Main                            | Kassel, Darmstadt, Frankfurt                                   | 1. Januar 1909                 |                    |
| Freiburg (Breisgau)                          | Freiburg (französische Besatzungszone)                         | 1946                           | 4. Oktober 1952    |
| Hamburg                                      | Bremen (ohne Oldenburg), Hamburg, Kiel, vor 1945 auch Schwerin | 1. Januar 1909                 |                    |
| Postscheckamt Hannover                       | Braunschweig, Hannover, Minden, Oldenburg                      | 1. Januar 1909                 |                    |
| Karlsruhe (Baden)                            | Karlsruhe, Konstanz                                            | 1. Januar 1909                 |                    |
| Köln                                         | Aachen, Köln, Koblenz, Trier                                   | 1. Januar 1909                 |                    |
| Postscheckamt Königsberg                     | Gumbinnen, Königsberg                                          | 1916                           |                    |
| Leipzig                                      | Chemnitz, Leipzig                                              | 1. Januar 1909                 |                    |
| Ludwigshafen                                 | Neustadt (Weinstraße), Koblenz, Trier                          | 1. Januar 1909                 |                    |
| Luxemburg                                    |                                                                | 1940                           |                    |
| Magdeburg                                    | Magdeburg                                                      | 1921                           |                    |
| München                                      | Augsburg, Landshut, München, Kreis Lindau                      | 1. Januar 1909                 |                    |
| Nürnberg                                     | Bamberg, Nürnberg, Regensburg, Würzburg                        | 1. Januar 1909                 |                    |
| Reutlingen                                   | Reutlingen (französische Besatzungszone)                       | 1947                           | 30. September 1950 |
| Saarbrücken                                  | Saarland                                                       | 1935                           |                    |
| Schwerin (Mecklenburg)                       |                                                                |                                |                    |
| Straßburg (Elsass)                           |                                                                | 1940                           |                    |
| Stettin (für Danzig)                         | Köslin, Stettin                                                | 1. Oktober 1919                |                    |
| Stuttgart                                    | Stuttgart, Tübingen (ohne Kreis Lindau)                        | 1. Januar 1909                 |                    |
| Wien                                         | Österreich                                                     | 14. April 1938                 | 1945               |

### Abkürzungen für die Ortsnamen der PSchÄ im Gebiet der Deutschen Bundespost
(Stand: ca. 1974)
| Abkürzung | Stadt                 |
| --------- | --------------------- |
| BlnW      | Berlin West           |
| Dtmd      | Dortmund              |
| Esn       | Essen                 |
| Ffm       | Frankfurt am Main     |
| Hmb       | Hamburg               |
| Han       | Hannover              |
| Klrh      | Karlsruhe             |
| Kln       | Köln                  |
| Lshfn     | Ludwigshafen am Rhein |
| Mchn      | München               |
| Nbg       | Nürnberg              |
| Sbr       | Saarbrücken           |
| Stgt      | Stuttgart             |